# 永享女王
永享女王（明曆3年8月20日（1657年9月27日） - 貞享3年閏3月5日（1686年4月27日））、江戶時代前期皇族・尼。後水尾天皇的皇女。母為園國子（新廣義門院）。幼名為珠宮。明正天皇、後光明天皇、後西天皇的異母姐妹。靈元天皇、堯恕法親王的同母姐妹。
寬文2年（1662年）11月18日、入室大聖寺。同7年（1667年）4月20日出家稱作永享、大聖寺宮等稱號。寬文年中、兼管大和國法華寺、天和2年（1682年）賜紫衣特許。貞享3年（1686年）閏3月5日死去。法号為本元院恭岳。葬於京都大歡喜寺。